# Maximiano Fernández del Rincón y Soto Dávila
Maximiano Fernández del Rincón y Soto Dávila (Jaén, 21 agosto 1835 – Guadix, 24 luglio 1907) è stato un vescovo cattolico spagnolo.

## Biografia
Completati gli studi liceali, fu ammesso al seminario conciliare di San Felipe Neri di Baeza e fu ordinato prete il 24 settembre 1859. Esercitò il ministero parrocchiale a Baeza e a Jaén; svolse anche un'ampia attività giornalistica e fondò la rivista Fe católica.
Dottore in sacra teologia e diritto canonico, fu docente, superiore, vicerettore e, infine, rettore del seminario di Baeza.
Si trasferì a Granada, dove aveva ottenuto il canonicato lettorale nel capitolo metropolitano, e fu professore di sacra scrittura nel seminario cittadino. Per l'istruzione della gioventù femminile, insieme con la ex clarissa María Teresa de la Asunción Martínez y Galindo, fondò a Granada la Congregazione della Presentazione della Vergine Maria.
Nominato vescovo di Teruel e amministratore apostolico di Albarracín nel 1891, subì un attentato e nel 1904 il nunzio in Spagna lo trasferì alla sede di Guadix, dove aprì il secondo collegio del suo istituto.
Ebbe la dignità di prelato domestico di Sua Santità e fu cavaliere di gran croce dell'Ordine di Isabella la Cattolica.
Fu senatore del Regno per la provincia ecclesiastica di Granada nel 1896, poi dal 1903 al 1904 e nuovamente dal 1904 al 1905.
Pubblicò una Introductio in Sacram Scripturam, alcuni commenti ai Vangeli e altre opere di carattere religioso.

## Genealogia episcopale
La genealogia episcopale è:
- Cardinale Scipione Rebiba
- Cardinale Giulio Antonio Santori
- Cardinale Girolamo Bernerio, O.P.
- Arcivescovo Galeazzo Sanvitale
- Cardinale Ludovico Ludovisi
- Cardinale Luigi Caetani
- Cardinale Ulderico Carpegna
- Cardinale Paluzzo Paluzzi Altieri degli Albertoni
- Papa Benedetto XIII
- Papa Benedetto XIV
- Papa Clemente XIII
- Cardinale Marcantonio Colonna
- Cardinale Giacinto Sigismondo Gerdil, B.
- Cardinale Giulio Maria della Somaglia
- Cardinale Carlo Odescalchi, S.I.
- Cardinale Costantino Patrizi Naro
- Cardinale Giacomo Cattani
- Patriarca José Moreno y Mazón
- Vescovo Maximiano Fernández del Rincón y Soto Dávila